# Монтено
Монтено́ (фр. Monthenault) — коммуна во Франции, находится в регионе Пикардия. Департамент коммуны — Эна. Входит в состав кантона Лан-2. Округ коммуны — Лан.
Код INSEE коммуны — 02508.

## Население
Население коммуны на 2010 год составляло 120 человек.
| 1962 | 1968 | 1975 | 1982 | 1990 | 1999 | 2010 |
| ---- | ---- | ---- | ---- | ---- | ---- | ---- |
| 118  | 99   | 94   | 88   | 102  | 106  | 120  |

## Экономика
В 2010 году среди 73 человек трудоспособного возраста (15—64 лет) 53 были экономически активными, 20 — неактивными (показатель активности — 72,6 %, в 1999 году было 73,0 %). Из 53 активных жителей работало 50 человек (33 мужчины и 17 женщин), безработных было 3 (2 мужчин и 1 женщина). Среди 20 неактивных 3 человека были учениками или студентами, 5 — пенсионерами, 12 были неактивными по другим причинам.